# جيريت دي فريس (دراج)
جيريت دي فريس (بالهولندية: Gerrit de Vries)‏ مواليد 13 مايو 1967 في هولندا، هو دراج هولندي سابق. سبق أن شارك في دورة الألعاب الأولمبية الصيفية.

## سباقات أو مراحل فاز بها
- بطولة العالم لسباق الدراجات على الطريق

## الميداليات
| الميدالية | المسابقة                                    |
| --------- | ------------------------------------------- |
| ذهبية     | بطولة العالم لسباق الدراجات على الطريق 1986 |

## روابط خارجية
- جيريت دي فريس على موقع أرشيف الدراجات (الإنجليزية)
- جيريت دي فريس على موقع إحصائيات الدراجات الإحترافية (الإنجليزية)
- جيريت دي فريس على موقع أوليمبيديا (الإنجليزية)